# Aldona Sopata
Aldona Sopata (ur. 1968) – polska językoznawczyni, profesor nauk humanistycznych, profesor nadzwyczajna Instytutu Lingwistyki Stosowanej Wydziału Neofilologii Uniwersytetu im. Adama Mickiewicza w Poznaniu.

## Życiorys
W 1992 uzyskała na Uniwersytecie im. Adama Mickiewicza w Poznaniu tytuł magisterski w zakresie filologii germańskiej. 20 grudnia 2001 obroniła pracę doktorską Universalgrammatik und die Fremdsprachendidaktik (Gramatyka uniwersalna a dydaktyka języków obcych), otrzymując doktorat, a 19 maja 2011 habilitowała się na podstawie oceny dorobku naukowego i pracy zatytułowanej Akwizycyjne i glottodydaktyczne aspekty wczesnego przyswajania języka drugiego. Rozwój językowy dzieci w kontekście naturalnym i szkolnym. W 2024 otrzymała tytuł profesora nauk humanistycznych.
Została zatrudniona na stanowisku adiunkta Instytutu Lingwistyki Stosowanej Wydziału Neofilologii Uniwersytetu im. Adama Mickiewicza w Poznaniu, a potem awansowała na stanowisko profesor nadzwyczajnej w tymże Instytucie, oraz prodziekan i dziekan na Wydziale Neofilologii Uniwersytetu im. Adama Mickiewicza w Poznaniu.

## Wybrane publikacje
- 2004: Universalgrammatik und Fremdsprachendidaktik[1]
- 2008: Rozwijanie sprawności mówienia we wczesnoszkolnym nauczaniu języków obcych[1]
- 2011: Placement of infinitives in successive child language acquisition[1]
- 2011: Literatureinsatz beim frühen Fremdsprachenerwerb – Theorie und Praxis[1]
- 2013: CP layer in child second language acquisition[1]